# Corneliu Zelea Codreanu
Corneliu Zelea Codreanu (Iasi, 13 settembre 1899 – Tâncăbești, 30 novembre 1938) è stato un politico, leader ultranazionalista e ideologo antisemita romeno.
Nato da padre romeno e madre per metà tedesca (aveva origini bavaresi), è un personaggio discusso della storia romena, che divide gli storici tra chi lo considera un mero simpatizzante dell'Italia fascista e della Germania nazionalsocialista e chi un eroe nazionale, testimone di un particolare misticismo religioso di natura rivoluzionaria. Fondatore e capo carismatico del Movimento Legionario, dal 1930 conosciuto anche con il nome di Guardia di Ferro, organizzazione terrorista di stampo ultranazionalista e fascista attiva nel periodo compreso tra le due guerre mondiali. I suoi seguaci erano soliti riferirsi a lui con l'appellativo di "Căpitanul" ("Il Capitano").

## Biografia

### Gli inizi e l'impegno universitario
Figlio del professore di liceo Ion Zelea Codreanu e di Elizabeth Brunner, nel 1912 entrò al Liceo Militare "Nicolae Filipescu" di Târgoviște. Fin dalla giovinezza manifestò grande interesse per la causa nazionale. Nel 1916, con l'ingresso della Romania nel primo conflitto mondiale, tentò l'arruolamento pur non avendo ancora raggiunto l'età per la coscrizione. Il 1º settembre 1917, con la sincera speranza di partire per il fronte e dare il suo contributo alla vittoria, si iscrisse alla Scuola Militare Attiva di Botoșani, esperienza che lasciò un'impronta indelebile sul suo carattere: «Qui - scrisse - sono stato abituato a parlare poco, fatto questo che più tardi mi porterà all'odio per le chiacchiere e lo spirito retorico. Qui ho imparato ad amare la trincea e a disprezzare il salotto».
Il fallimento del tentativo di arruolamento, unito all'uscita anzitempo dal conflitto dello Stato danubiano-balcanico ed alle conseguenti pesanti condizioni imposte dalla Germania con il Trattato di Bucarest del 1918, ne accrebbero ulteriormente il fervore nazionalista, al quale si aggiunse dopo la Rivoluzione bolscevica l'avversione verso l'Unione Sovietica, considerata una potenziale minaccia per l'indipendenza della Romania, soprattutto in ragione della contrarietà del Comintern a riconoscere i nuovi confini del paese. Questi sentimenti lo portarono nel gennaio del 1918, a radunare nel bosco di Dobrina una trentina di colleghi liceali con lo scopo di dare vita ad un'associazione intitolata al patriota Mihail Kogălniceanu.
Nel 1919 si iscrisse alla Facoltà di Diritto dell'Università di Iași. In questo periodo venne a conoscenza dell'esistenza di un piccolo ma battagliero movimento politico chiamato Guardia della Coscienza Nazionale (Garda Conștiinței Naționale) guidato da Costantin Pancu. Il movimento, al quale Codreanu aderì, riscosse un certo consenso tra operai e studenti e raccolse tra le sue file anche qualche professionista e sacerdote. In particolare, esso si contraddistinse per il fortissimo accento posto sui diritti dei lavoratori, con l'obiettivo di creare un'alternativa nazionalista e cristiana al comunismo, ideologia che era risultata maggioritaria nei diversi moti di protesta che dopo la guerra avevano scosso la Romania e i suoi centri scolastici e che nel mondo giovanile e del lavoro Codreanu temeva potesse imporsi come maggioritario. In ambito studentesco, Codreanu incrementò la propria popolarità tra i giovani romeni divenendo presidente della Società degli studenti di diritto e portando avanti una campagna volta a richiedere un limite all'ammissione degli ebrei all'istruzione superiore.
Nel 1920, per la prima volta nella storia, il Senato dell'Università di Iași decise di aprire l'anno accademico senza l'abituale rito religioso: contro questa scelta gli studenti insorsero fino ad avere la meglio e l'Università, infatti, fu costretta a riaprire con la tradizionale cerimonia. Più volte attaccato da Codreanu, il rettore dell'Università, il 4 maggio 1921, lo espulse dai corsi e dalle lezioni: tutti i professori della Facoltà di Diritto protestarono contro questa risoluzione e lo iscrissero agli esami autunnali, a testimonianza del rispetto da lui riscosso. La controversia andò avanti per molto tempo e, terminati gli studi, non venne mai rilasciata a Codreanu la laurea in Diritto. Il 22 maggio 1922 venne fondata l'Associazione degli Studenti Cristiani (Asociația Studenților Creștini), che incontrò un grande successo nel paese.
Nell'autunno dello stesso anno, Codreanu lasciò la Romania e si recò in Germania per studiare economia politica nelle Università di Berlino e Jena. Qui maturò un atteggiamento molto critico nei confronti dei principi della Repubblica di Weimar ed accolse con entusiasmo la notizia dell'avvenuta Marcia su Roma, individuando nel fascismo la novità più importante del panorama politico europeo. Nel frattempo a Cluj la popolazione studentesca fu scossa da numerose agitazioni che ben presto divamparono nell'intero paese, a causa della decisione del governo di concedere la cittadinanza a tutti gli ebrei presenti sul territorio nazionale. Codreanu ritornò in patria frettolosamente per mettersi a capo del movimento studentesco insieme a Ion Moța, figlio di un sacerdote ortodosso e suo futuro braccio destro.

### La "Lega per la Difesa Nazionale Cristiana"

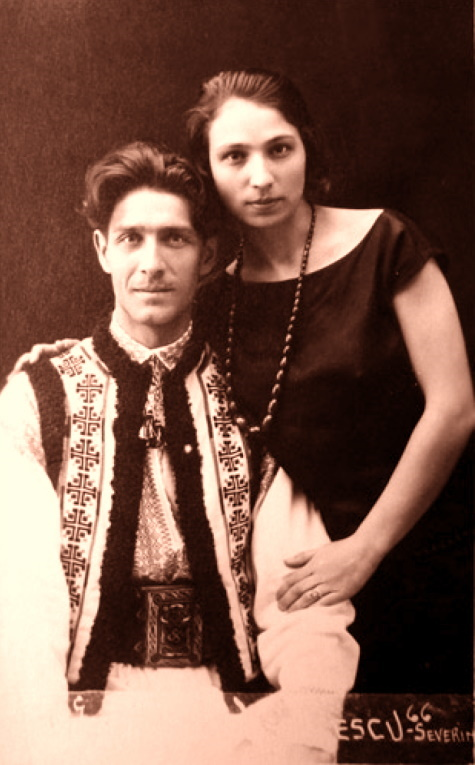
Codreanu con la moglie Elena Ilinoiu.

Nel marzo 1923 Codreanu contribuì alla fondazione della Lega per la Difesa Nazionale Cristiana (Liga Apărării Național Creștine), insieme al professore di economia Alexandru C. Cuza. Si trattava di una formazione politica molto più agguerrita della precedente GCN. La fondazione del movimento coincise con il periodo degli scontri più violenti negli atenei. Nei mesi estivi, durante una manifestazione contro il governo e l'esercito, Codreanu venne arrestato. Fu il primo di una serie di arresti, tra cui spicca quello avvenuto l'8 ottobre 1923 a Bucarest e che coinvolse anche suo padre, Ion Moța ed altri studenti.
L'accusa fu di aver ordito una cospirazione per uccidere il capo del governo Ion Brătianu ed alcuni ministri, tra cui Gheorghe Marzescu, poi fallita per un tradimento interno al gruppo stesso. Dopo sette mesi di prigione nel carcere di Văcărești, il processo decretò l'assoluzione di Codreanu (che rivendicò le motivazioni ideali della cospirazione) e degli altri imputati. Gli unici a rimanere in carcere, ma comunque assolti nei mesi successivi, furono Ion Moța e Leonida Vlad, entrambi autoaccusatisi: il primo per l'omicidio di Vernichescu (il membro della cospirazione che ne aveva rivelato i piani alla polizia) ed il secondo per aver fornito l'arma del reato.
Il periodo trascorso in carcere servì a Codreanu per maturare alcuni profondi cambiamenti interiori che lo portarono ad attribuire sempre maggior peso alla spiritualità ortodossa romena. Il ricordo dell'icona dell'Arcangelo Michele, davanti alla quale si era spesso ritrovato a pensare e pregare durante quei mesi, lo indurranno ad assumere l'Arcangelo come futuro protettore e simbolo della sua azione politica. Fu in questo periodo che iniziarono a manifestarsi le frizioni con Cuza, che portarono in seguito alla scissione della Lega ed alla fondazione, da parte di Codreanu, della Legione dell'Arcangelo Michele, un'organizzazione rivoluzionaria, fortemente intrisa di misticismo.
L'8 maggio 1924 Codreanu organizzò un campo volontario di studenti, chiamato Fratellanza della Croce (Frăția de Cruce), nel comune di Ungheni, facente parte del Distretto di Iași. I lavori del campo vennero però ben presto interrotti dall'intervento del prefetto di polizia Constantin Manciu che arrestò tutti i presenti. Per molti giorni, a Codreanu e agli altri arrestati vennero inflitte autentiche sevizie, molti studenti furono frustati a sangue; affinché le violenze cessassero risultò necessario l'intervento di Cuza, volto ad intercedere presso le autorità. Il 25 ottobre Codreanu, che aveva assunto le difese di uno studente torturato da Manciu, fece il suo ingresso in tribunale e, osteggiato dal prefetto e dai suoi uomini, estrasse una rivoltella e lo uccise (successivamente, da un'analisi balistica, risulterà che Manciu venne colpito di spalle).
Immediatamente arrestato, venne internato nella prigione di Galata. La stragrande maggioranza della popolazione e degli organi di stampa si schierò a suo favore, tanto che risultò impossibile alle autorità trovare una giuria "neutrale". In occasione del processo, 1.900 avvocati si dichiararono disposti a difenderlo e giunsero treni speciali carichi di studenti. L'esito del procedimento, durato solo sei giorni, fu l'assoluzione, decretata il 26 maggio 1925: venne stabilito che Codreanu aveva agito per legittima difesa. Meno di un mese dopo, il 14 giugno, sposò Elena Ilinoiu, davanti a decine di migliaia di persone. Le nozze vennero celebrate da Padre Botez, un sacerdote di origine ebraica convertito al cristianesimo. Nello stesso anno, al fine di stemperare le tensioni con Cuza, Codreanu lasciò temporaneamente la Romania e si recò a Grenoble per conseguire il Dottorato in giurisprudenza.
Tornato in Romania nel 1926, si candidò nella città di Focșani ma, nonostante un buon risultato, non venne eletto. Per la Lega, l'esito complessivo delle elezioni fu comunque soddisfacente, entrarono altri nove deputati in Parlamento. Tuttavia Cuza si dimostrò incapace di padroneggiare la situazione sotto il profilo politico-strategico e ben presto il gruppo parlamentare si spaccò in due frazioni. Per Codreanu giunse il momento di fondare il Movimento Legionario (Mișcarea Legionară). Per questa ragione, Cuza decise di scioglierlo dal giuramento dato all'atto della costituzione della Lega per la Difesa Nazionale Cristiana.

### Nascita ed ascesa del Movimento Legionario
Il 24 giugno 1927, giorno di San Giovanni Battista, Codreanu convocò una riunione con i suoi più fedeli amici e diede vita alla Legione dell'Arcangelo Michele (Legiunea Arhanghelului Mihail). Il movimento legionario fu quanto di più lontano potesse esserci da un partito politico classico. Sintesi di mistica del sacrificio e militarismo, attivismo e spirito comunitario, la Legione (che cambiò spesso nome a causa dei ripetuti scioglimenti imposti dal governo) fu portatrice di un'ideologia nazionalista, anticapitalista ed antibolscevica, che rappresentò ben presto un'attrattiva fortissima per studenti, intellettuali, contadini ed operai. Per meglio comprendere il carattere "religioso" di questo movimento giova citare quanto lo stesso leader scrisse: 
l'anima della stirpe a una vita nuova.»
Convinto della necessità di fondare l'attività politica sulla spiritualità e sulla riscoperta delle tradizioni contadine, Codreanu decise una drastica reimpostazione dell'azione di propaganda: si mosse per le zone rurali più profonde del paese, facendo leva sui principi del cristianesimo ortodosso, sul bisogno di giustizia sociale, ed anche sui sentimenti di astio antiebraico molto diffusi in quegli anni nella società e nella cultura del paese. Quando si fecero sentire gli effetti della Grande depressione, alla fine del decennio, la popolarità di Codreanu crebbe ulteriormente. A favorirne il successo, ci furono la violenta denuncia della corruzione diffusa tra i politici ed il sostegno concreto e costante ai ceti più disagiati. Codreanu divenne così una sorta di eroe popolare.
In questo periodo aumentarono le azioni violente e gli omicidi compiuti dai membri del Movimento Legionario verso ebrei e oppositori politici, concependo la violenza come uno strumento necessario in quanto ritennero imminente la seconda venuta di Cristo. Col tempo la Legione sviluppò una propria dottrina attorno al culto dei morti e un complesso di martirio. L'obiettivo dichiarato era quello di contrastare quello che la Legione riteneva il supposto "piano ebraico" per il controllo della Romania, identificata da Codreanu come la vera Palestina menzionata nella Bibbia. Dal 1927 Codreanu cominciò esplicitamente ad auspicare la distruzione degli ebrei e il movimento organizzò il saccheggio e la distruzione di Oradea.
Il 20 giugno del 1930, poco dopo il ritorno in patria di Re Carol II, si costituì ufficialmente la Guardia di Ferro (Garda de Fier). Fu questo il nome con cui il movimento legionario divenne conosciuto nel resto d'Europa. L'11 gennaio 1931 un decreto ne sancì lo scioglimento, le sedi vennero perquisite e migliaia di legionari furono interrogati ed arrestati. L'accusa fu di aver tentato un'azione sovversiva contro la forma di governo fissata dalla Costituzione, ma mancando prove concrete si contestò a Codreanu di essere un traditore. Alla fine, i giudici si trovarono costretti ad assolverlo, dopo che ebbe comunque passato quasi due mesi in carcere.
Deciso a candidarsi al Parlamento, Codreanu si presentò alle elezioni del 31 agosto 1931 con una lista denominata semplicemente Partito di Corneliu Codreanu. Venne eletto con 11.176 voti. Nel 1932 si votò nuovamente, il movimento fu sciolto per la seconda volta ma i legionari videro comunque aumentare i propri consensi. Essi riuscirono a conquistare terreno nelle roccaforti delle province orientali e ad incrementare ulteriormente la loro influenza tra le masse contadine. I gruppi di potere viceversa guardarono Codreanu con ostilità e sospetto sempre maggiori, soprattutto quando Codreanu cominciò a mostrare pieno supporto ad Adolf Hitler (seppur maggior ostilità e disillusione nei confronti di Mussolini e nel fascismo italiano). Nel 1933, alla vigilia delle nuove elezioni, il governo sciolse per l'ennesima volta la Guardia di Ferro. Intervistato a Parigi, il primo ministro liberale Ion Gheorghe Duca accusò esplicitamente il movimento di essere al soldo dei tedeschi e ordinò l'arresto di circa 18.000 militanti, di cui sedici vennero uccisi. Tre degli arrestati, il 30 dicembre, uccisero Duca e si consegnarono spontaneamente alle autorità, dichiarandosi pronti a subire tutte le conseguenze derivanti dalla loro condotta. Seguì l'ennesimo processo e l'ennesima assoluzione per Codreanu ed altri cinquanta legionari. Gli unici condannati furono gli autori materiali dell'omicidio.
Successivamente si scoprì, così come aveva riportato Duca, che la Guardia di Ferro aveva effettivamente legami con l'ufficio per gli affari esteri del Partito Nazista guidato da Alfred Rosenberg, ma tra il 1934 e il 1934 il principale beneficiario economico del partito era Octavian Goga, rivale di Codreanu, ma che mancava del seguito di massa di cui disponeva quest'ultimo ed era quindi considerato più influenzabile. Un ulteriore preoccupazione per i nazisti era dovuta ad alcune affermazioni di Codreanu che faceva temere che Codreanu potesse perseguitare la minoranza volksdeutsch se fosse salito al potere. Sebbene limitati, i legami tra il NSDAP e la Guardia di Ferro aumentarono il fascino e il seguito della Legione, poiché la Legione iniziò a venir associata nell'immaginario collettivo alla società apparentemente dinamica e prospera della Germania nazista.
Il successore di Duca fu Gheorghe Tătărescu che si mostrò più tollerante del predecessore nei confronti del movimento con beneplacito di re Carol per la speranza di una nuova stabilità. Con lui cessò parzialmente la repressione e sul finire del 1934 la Guardia di Ferro poté ricostituirsi con il nuovo nome Tutto per la Patria (Totul Pentru Tara). Fu questo il periodo in cui Codreanu realizzò i cosiddetti "campi di lavoro legionari". Si trattava di una forma di volontariato sociale che consentì al movimento di scavalcare le inefficienze e l'immobilismo dei governanti: in circa due anni vennero messi in funzione almeno una cinquantina di progetti di aiuto a numerosi villaggi, al fine di costruire dighe, impianti di irrigazione, ponti e chiese. Contestualmente, i legionari si dotarono di un'organizzazione ancora più strutturata, allestendo cooperative di commercio ed un'ampia gamma di iniziative filantropiche, e dando vita il 25 ottobre 1936 al Corpo dei lavoratori legionari (Corpul Muncitoresc Legionar), una sorta di sindacato del movimento e, soprattutto, a seguito del congresso di Târgu Mureș, Codreanu stabilì l'istituzione di uno squadrone della morte permanente che determinasse le "condanne a morte" stabilite nel congresso stesso di diversi oppositori politici. Il primo di questi fu Mihai Stelescu, ex fedelissimo di Codreanu, che aveva fondato il gruppo estremista dissidente anti-legionario Crociata del Romanesimo, al fine di mettere a tacere alcune affermazioni di Stelescu secondo cui Codreanu fosse in realtà politicamente corrotto, meno acculturato di quanto volesse apparire, un plagiario e ipocrita nella sua pubblica dimostrazione di ascetismo. Stelescu venne assassinato e fatto a pezzi da un gruppo denominatosi Decemviri guidato da Ion Caratănase, alcune fonti mai confermate né smentite riportarono inoltre che sul corpo di Stelescu vennero praticati atti di cannibalismo. Nello stesso anno Codreanu pubblicò un'autobiografia che raccolse le vicende che vanno dal 1919 al 1935. Il testo, battezzato con il nome Per i legionari (Pentru legionari), contiene il nucleo dei principi ispiratori della Legione. In Germania, Italia e Spagna venne tradotto con il titolo "Guardia di Ferro".
Alla vigilia delle elezioni del dicembre 1937 Codreanu rilanciò il corporativismo e criticò la politica estera del governo, in particolare la Piccola intesa ed il Patto Balcanico che erano stati voluti dalla Francia e dal Regno Unito, e si dichiarò sostenitore di un avvicinamento al nascente asse Roma-Berlino minacciando di morte chiunque si sarebbe opposto all'alleanza con la Germania nazista. La travolgente popolarità di Codreanu condusse la lista legionaria "Tutto per la Patria" ad un risultato elettorale straordinario. Il movimento ottenne il 15,5% dei voti, equivalente a 66 deputati, divenendo la terza forza politica del paese e dimostrandosi l'unica in crescita. Davanti ad essa si piazzarono soltanto il governativo Partito Nazionale Liberale ed il Partito Nazionale Contadino.
Il Re, allarmato dal successo di Codreanu, affidò la formazione del governo al Partito Nazionale Cristiano di Octavian Goga e Alexandru C. Cuza che aveva ottenuto solo il 9.15% dei voti. L'evidente obiettivo perseguito da Carol II fu quello di sottrarre consenso al movimento legionario, affidandosi ad un governo competitivo su alcune proposte di Codreanu ma, allo stesso tempo, servile e manovrabile. Il tentativo fallì, il governo di Goga e Cuza rimase in carica per soli 45 giorni e si caratterizzò quasi esclusivamente per l'acceso antisemitismo.

### La repressione e la fine

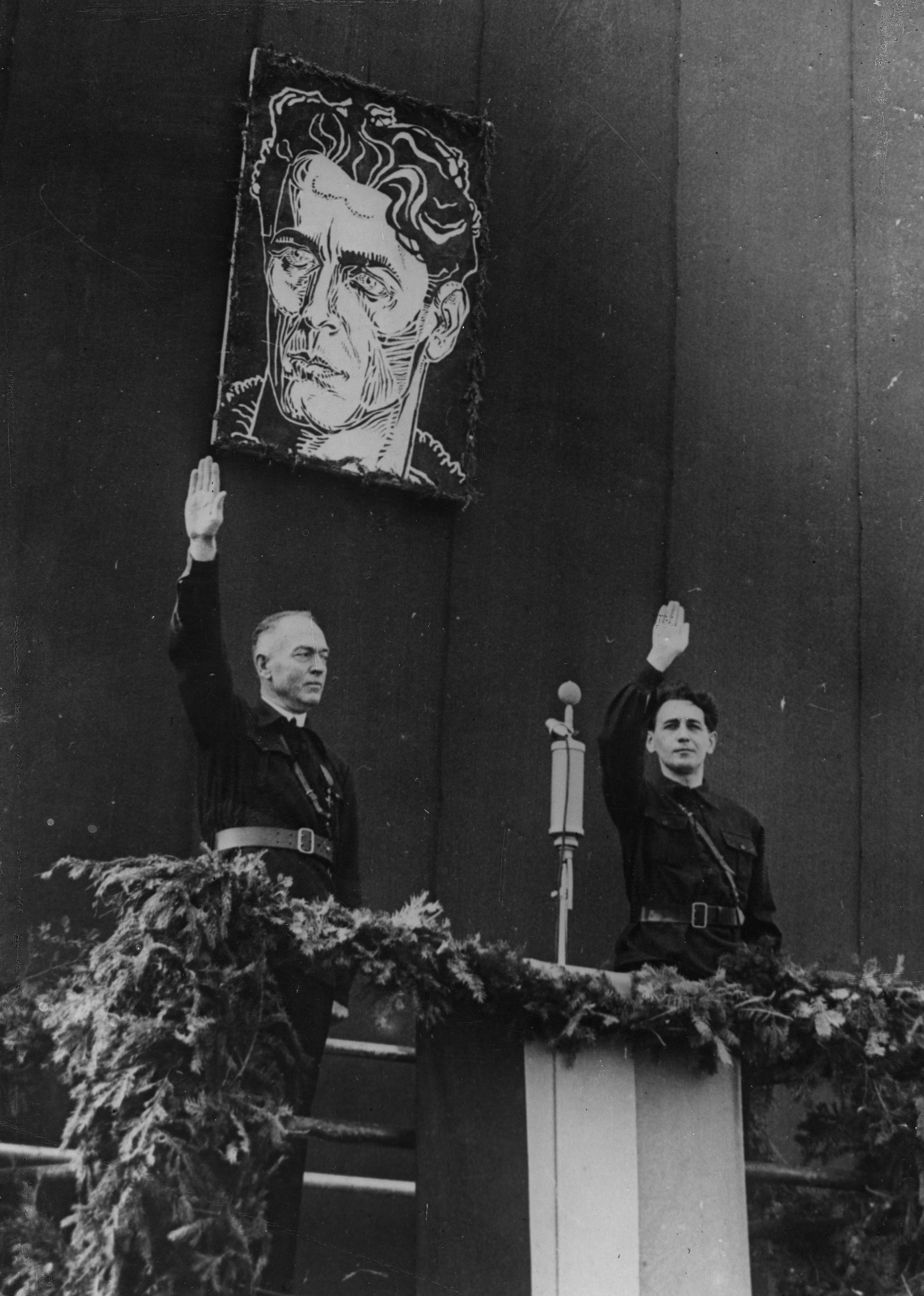
Il dittatore romeno Ion Antonescu e il suo vice Horia Sima rendono omaggio a Codreanu nell'ottobre del 1940: alle spalle dei due, che eseguono il saluto romano, si nota una gigantografia del legionario defunto.

Il 12 febbraio 1938, approfittando della caduta del governo, il Re effettuò un golpe, sospendendo la Costituzione, sciogliendo tutti i partiti e instaurando un regime di polizia. Il piano venne messo in pratica solo quando apparve certo che la Germania di Hitler non sarebbe intervenuta con la forza nella politica interna romena. Si procedette dunque alla creazione di un partito unico, il Fronte di Rinascita Nazionale, e come simbolico capo del governo venne posto l'anziano Patriarca ortodosso Miron Cristea. Entrarono nel governo anche Nicolae Iorga, Ion Antonescu e Armand Călinescu. Quest'ultimo, nominato ministro dell'interno, ottenne i pieni poteri e fu il grande protagonista della repressione.
Il 21 febbraio Codreanu dichiarò ai giornalisti di non avere alcuna intenzione di ricorrere alla violenza per sovvertire lo Stato e ordinò al comandante ad interim della Legione, Horia Sima, di non intraprendere alcuna azione a meno che non ci fossero prove che fosse in pericolo immediato. Nonostante ciò, Sima, noto per la sua vena violenta, lanciò un'ondata di attività terroristiche in estate, principalmente contro sinagoghe, teatri yiddish e attività di proprietà di ebrei, in quanto accusati di aver ispirato la repressone da parte del governo. Codreanu ne venne a conoscenza e ordinò la fine delle violenze ma il suo appello rimase inascoltato. I locali pubblici noti per aver ospitato riunioni della Guardia di Ferro furono chiusi ed in molti, sorpresi a propagandare le idee legionarie, furono arrestati. La stampa ufficiale iniziò ad attaccare Codreanu. In prima fila nella campagna giornalistica ci fu il Neamul Românesc, un quotidiano molto vicino a Nicolae Iorga. Quando Carol II sentì di avere la situazione in pugno ordinò di dare avvio ad una brutale repressione del movimento legionario.
Il pretesto fu dato da una lettera inviata da Codreanu a Iorga il 26 marzo, in cui quest'ultimo veniva definito «un'anima disonesta» e criticato per aver tradito i giovani. Scattò una denuncia al Tribunale Militare ed il 16 aprile Codreanu, che aveva esortato i suoi seguaci a non intraprendere azioni violente, venne arrestato insieme ad altri 44 militanti, tra cui suo padre ed il filosofo Nae Ionescu. Mentre gli altri arrestati furono mandati in un campo di concentramento allestito a Miercurea Ciuc, Codreanu subì una condanna a sei mesi di reclusione nel carcere di Jilava per diffamazione.
Poco dopo nei suoi confronti prese avvio un altro processo, che ben presto si trasformò in una farsa: Codreanu venne accusato di sedizione, tradimento, legami con sedicenti "poteri stranieri", ed altri discutibili capi d'imputazione. Ogni difesa dalle accuse venne resa impossibile dal clima in cui il procedimento si svolse. Le irregolarità furono molteplici ed il processo si concluse con una condanna a dieci anni di lavori forzati. Dal carcere di Jilava passò alla Prigione Doftana, e le condizioni di detenzione furono parzialmente migliorate. Codreanu rifiutò ogni possibilità di fuga e ribadì ai legionari l'ordine di non compiere atti di violenza. Durante i giorni di prigionia tenne un diario, che fu pubblicato dopo la sua morte:
(Diario dal carcere di Corneliu Zelea Codreanu)
Nell'autunno di quell'anno, l'espansione della Germania nazista verso l'Europa centrale accrebbe l'ottimismo e le aspettative dei membri della Legione, la quale iniziò a pubblicare manifesti sempre più minacciosi nei confronti di re Carol II. I membri della Guardia di Ferro che sfuggirono all'arresto iniziarono una violenta campagna per tutta la Romania che nelle loro intenzioni sarebbe coincisa con la visita di re Carol II a Hitler presso Berghof nel tentativo di prevenire qualunque rapporto amichevole tra la Romania e la Germania nazista; confidente del fatto che Hitler non avrebbe mai supportato la Legione di Ferro e irritato dalle continue violenze causate dai suoi membri, Carol II ordinò la decapitazione del movimento.
Codreanu venne ucciso il 30 novembre dello stesso anno insieme ad altri 13 legionari. Secondo la versione ufficiale diramata dalle forze governative, la sua uccisione avvenne in seguito ad un tentativo di fuga collettivo messo in atto durante il tragitto di trasferimento verso un altro penitenziario. Le ricostruzioni successive e le testimonianze, tra cui spicca quella del responsabile della strage, il Maggiore della Gendarmeria Dinulescu, appurarono invece una realtà molto diversa: furono il Re ed il ministro Călinescu ad ordinare il massacro per ragioni politiche. I 14 detenuti vennero infatti strangolati contemporaneamente da altrettanti gendarmi durante il tragitto di trasferimento. Sui corpi furono poi gettati svariati bidoni di acido solforico prima dell'occultamento in una fossa comune scavata in aperta campagna. A ciascun gendarme fu riconosciuta la ricompensa di ventimila lei. I funerali di Codreanu vennero celebrati solo nel 1940.
La morte del leader legionario rappresenta il fatto più noto della repressione governativa subita dalla Guardia di Ferro. Il culmine delle violenze fu però raggiunto nel 1939, come riferito dallo studioso Zeev Barbu:

## Testimonianze sul personaggio

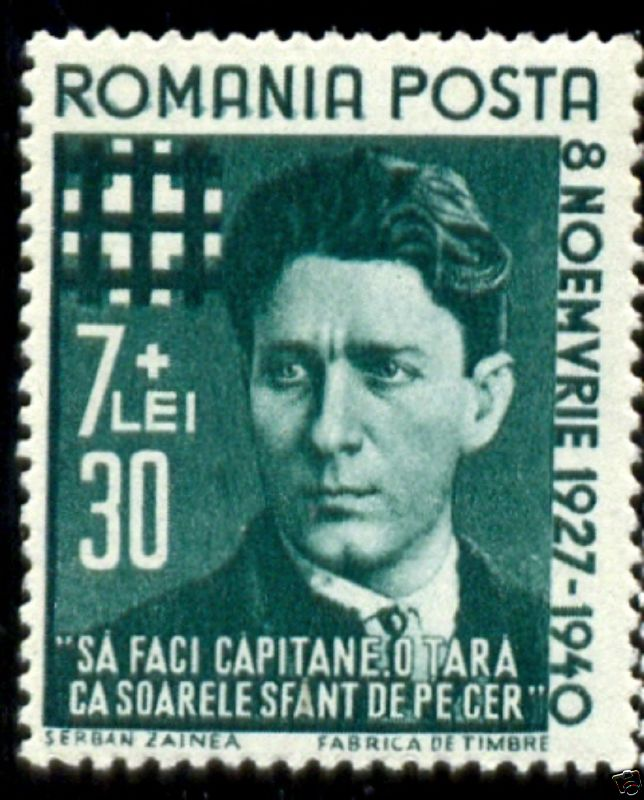
Francobollo del 1940.

A parte la memorialistica dei compagni di lotta sopravvissuti, è possibile citare due testimonianze celebri sulla figura di Codreanu. Quella dello storico ebreo-ungherese Nicholas Nagy-Talavera e quella del giornalista italiano Indro Montanelli. Delle due, quella di Nagy-Talavera (deportato ad Auschwitz nel 1944 e, dopo la guerra, rinchiuso per sette anni nei gulag sovietici) è la più sorprendente, poiché proviene da uno studioso ebreo-ungherese e quindi doppiamente ostile al nazionalismo con venature anti-ebraiche ed anti-ungheresi di Codreanu. Egli descrisse nel seguente modo il suo incontro con il capo della Guardia di Ferro durante un raduno:
Il giornalista Indro Montanelli incontrò Codreanu, al fine di intervistarlo, pochi mesi prima della sua morte. Tornato in Romania nel 1940, come inviato speciale del Corriere della Sera, l'11 ottobre in un articolo intitolato Codreanu e i suoi vendicatori ne rievocò la figura sullo stesso giornale:
Nel marzo 1938 anche il filosofo italiano Julius Evola ebbe modo di conoscere ed intervistare il leader legionario. Evola definì Codreanu «una delle più nobili e generose figure del fronte dell'antiebraismo e del fascismo europeo» e sentendo subito una profonda affinità intellettuale col leader della Guardia di Ferro affermò di essere rimasto affascinato dall'ascetismo militare del suo gruppo quanto dalla tenacia antisemita nella sua battaglia per l'eliminazione della "idra ebraica".

## Opere
- Il capo di Cuib, Edizioni di Ar, Padova, 1974, 1981, 2002, 2009.
- Per i legionari. Guardia di Ferro (prefazione-lettera di Horia Sima a Franco Freda), Edizioni di Ar, Padova, 1973, 1984, 2005.
- Diario dal carcere, Edizioni di Ar, Padova, 2011.
- Lettere studentesche dal carcere, Libreria Europa Roma, 2019
- Circolari e manifesti, Edizioni All'insegna del Veltro, Parma, 1980